# فرایند کاستنر

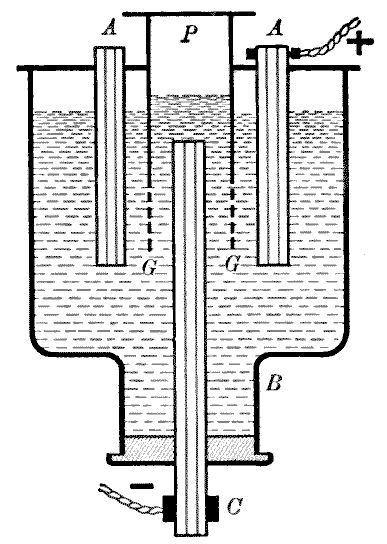
شمای کلی فرایند کاستنر

فرایند کاستنر(به انگلیسی: Castner process) یکی از فرایندهای صنعتی مبتنی بر برق‌کافت است که برای تولید فلز سدیم از نمک سدیم هیدروکسید به کار می‌رود. این فرایند در دمای ۳۳۰ درجه سانتی گراد انجام می‌شود که در این دما سدیم هیدروکسید به حالت مذاب است. این فرایند نخستین بار توسط شیمیدان آمریکایی همیلتون کاستنر در سال ۱۸۸۸ میلادی ابداع شد.

## واکنش شیمیایی
نیم واکنش کاتدی:
2Na+ + 2e– → 2Na
نیم واکنش آندی:
2OH– → ½O2 + H2O + 2e–